# 1975-ös magyar öttusabajnokság
Az 1975-ös magyar öttusabajnokságot június 14. és 19. között rendezték meg. A viadalt Horváth László nyerte meg, akinek ez volt a harmadik egyéni bajnoki címe. A csapatversenyt az újpesti Dózsa nyerte.

## Eredmények

### Férfiak

#### Egyéni
| Hely | Név                | Klub          | Eredmény |
| ---- | ------------------ | ------------- | -------- |
| 1.   | Horváth László     | Újpesti Dózsa | 5425     |
| 2.   | Maracskó Tibor     | Csepel SC     | 5365     |
| 3.   | Bakó Pál           | Bp. Honvéd    | 5288     |
| 4.   | Kelemen Péter      | Újpesti Dózsa | 5234     |
| 5.   | Tory Imre          | MAFC          | 5057     |
| 6.   | Sasics Szvetiszláv | Bp. Honvéd    | 4991     |
| 7.   | Plank Gábor        | Bp. Honvéd    | 4933     |
| 8.   | Lugosi István      | Bp. Honvéd    | 4912     |
| 9.   | Szombathelyi Tamás | Újpesti Dózsa | 4862     |
| 10.  | Borlai György      | Csepel SC     | 4860     |

#### Csapat
| Hely | Név                                               | Klub          | Eredmény |
| ---- | ------------------------------------------------- | ------------- | -------- |
| 1.   | Szombathelyi Tamás, Kelemen Péter, Horváth László | Újpesti Dózsa | 15 617   |
| 2.   | Sasics Szvetiszláv, Bakó Pál, Lázár Péter         | Bp Honvéd     | 14 896   |
| 3.   | Maracskó Tibor, Borlai György, Sárfalvi Béla      | Csepel SC     | 14 788   |
| 4.   |                                                   | MAFC          | 14 161   |